# KRL FC
El Khan Research Laboratories Football Club, más conocido simplemente como KRL F.C., es un club de fútbol de la ciudad de Rawalpindi, Pakistán, y es uno de los equipos fundadores de la Liga Premier de Pakistán.

## Palmarés
- Pakistan Premier League: 5

2009, 2011, 2013, 2014, 2019
- Pakistan National Football Challenge Cup: 4

2009, 2010, 2011, 2012, 2015

## Participación en competiciones de la AFC
| Temporada | Torneo                    | Ronda          | Club               | Resultado |
| --------- | ------------------------- | -------------- | ------------------ | --------- |
| 2001      | Recopa de la AFC          | 1              | BEC Tero Sasana    | 1-1, 0-6  |
| 2010      | Copa Presidente de la AFC | Fase de grupos | Renown SC          | 1-2       |
| 2010      | Copa Presidente de la AFC | Fase de grupos | Nagacorp FC        | 2-1       |
| 2010      | Copa Presidente de la AFC | Fase de grupos | Vahsh Qurghonteppa | 0-1       |
| 2012      | Copa Presidente de la AFC | Fase de grupos | Erchim             | 0-0       |
| 2012      | Copa Presidente de la AFC | Fase de grupos | Taipower           | 0-0       |
| 2012      | Copa Presidente de la AFC | Segunda Ronda  | Shabab Al-Am'ari   | 1-5       |
| 2012      | Copa Presidente de la AFC | Segunda Ronda  | Taipower           | 1-3       |
| 2013      | Copa Presidente de la AFC | Fase de grupos | Yeedzin FC         | 8-0       |
| 2013      | Copa Presidente de la AFC | Fase de grupos | Global             | 2-0       |
| 2013      | Copa Presidente de la AFC | Fase de grupos | FC Dordoi Bishkek  | 1-1       |
| 2013      | Copa Presidente de la AFC | Segunda Ronda  | Hilal Al-Quds      | 2-0       |
| 2013      | Copa Presidente de la AFC | Segunda Ronda  | FC Dordoi Bishkek  | 1-0       |
| 2013      | Copa Presidente de la AFC | Final          | FC Balkan          | 0-1       |
| 2014      | Copa Presidente de la AFC | Fase de grupos | Sheikh Russel KC   | 0-0       |
| 2014      | Copa Presidente de la AFC | Fase de grupos | Ugyen Academy FC   | 3-0       |
| 2014      | Copa Presidente de la AFC | Fase de grupos | Air Force          | 0-3       |

## Jugadores destacados
- Sarfraz Rasool